# Jean-Paul Cottret
Jean-Paul Cottret (Auxerre, 19 giugno 1963) è un copilota di rally francese, specializzato nei rally raid, vincitore di sette edizioni del Rally Dakar (2004, 2005, 2007, 2012, 2013, 2016 e 2017) come navigatore del connazionale Stéphane Peterhansel.

## Biografia
Ha iniziato la sua carriera nei rally-raid come navigatore nelle vetture di servizio della Mitsubishi, quindi passato lui stesso alla guida. Ha partecipato a diverse edizioni della Dakar sin dal 1985, nel 1992 il definitivo passaggio alla navigazione dove ha ottenuto i migliori risultati, come la vittoria in tre edizioni del rally raid africano.
Navigatore storico di Stéphane Peterhansel, con lui oltre alle tre Dakar ha vinto anche tre Rally del Marocco ed altrettanti Rally di Tunisia, Rally Transibérico. Vanta anche una vittoria al Rally Transibérico, ma con Philippe Wambergue.
Dal 2009 è passato allo squadrone tedesco BMW diretto da Sven Quandt, lo X-Raid Monster Energy.

## Palmarès

### Rally Dakar
| Anno | Mezzo                       | Pilota               | Pos. |
| ---- | --------------------------- | -------------------- | ---- |
| 1985 | Mitsubishi Pajero           | Maurice Sartiaux     | 40º  |
| 1986 | Mitsubishi Pajero           | Maurice Sartiaux     | 41º  |
| 1992 | Mitsubishi Pajero           | Dominique Housieaux  | 63º  |
| 1993 | Proto                       | Jérôme Riviere       | 37º  |
| 1994 | Buggy Bourgoin              | Philippe Wambergue   | Rit. |
| 1995 | Nissan                      | Dominique Housieaux  | 14º  |
| 1996 | Nissan                      | Dominique Housieaux  | 20º  |
| 1997 | Toyota Land Cruiser         | Philippe Wambergue   | Rit. |
| 1998 | Toyota Land Cruiser         | Philippe Wambergue   | Rit. |
| 1999 | Nissan                      | Stéphane Peterhansel | 7º   |
| 2000 | Mega                        | Stéphane Peterhansel | 2º   |
| 2003 | Mitsubishi Pajero Evolution | Stéphane Peterhansel | 3º   |
| 2004 | Mitsubishi Pajero Evolution | Stéphane Peterhansel | 1º   |
| 2005 | Mitsubishi Pajero Evolution | Stéphane Peterhansel | 1º   |
| 2006 | Mitsubishi Pajero Evolution | Stéphane Peterhansel | 4º   |
| 2007 | Mitsubishi Pajero Evolution | Stéphane Peterhansel | 1º   |
| 2009 | Mitsubishi Pajero Evolution | Stéphane Peterhansel | Rit. |
| 2010 | BMW X3                      | Stéphane Peterhansel | 4º   |
| 2011 | BMW X3                      | Stéphane Peterhansel | 4º   |
| 2012 | Mini All4 Racing            | Stéphane Peterhansel | 1º   |
| 2013 | Mini All4 Racing            | Stéphane Peterhansel | 1º   |
| 2014 | Mini All4 Racing            | Stéphane Peterhansel | 2º   |
| 2015 | Peugeot 2008 DKR            | Stéphane Peterhansel | 11º  |
| 2016 | Peugeot 2008 DKR            | Stéphane Peterhansel | 1º   |
| 2017 | Peugeot 3008 DKR            | Stéphane Peterhansel | 1º   |
| 2018 | Peugeot 3008 DKR            | Stéphane Peterhansel | 4º   |

### Altri risultati
1995
- al Rally Transibérico con Philippe Wambergue su Nissan

1998
- al Rally Transibérico con Philippe Wambergue su Toyota

2002
- al Rally di Tunisia con Stéphane Peterhansel su Mitsubishi

2004
- al Rally di Tunisia con Stéphane Peterhansel su Mitsubishi
- al Rally del Marocco con Stéphane Peterhansel su Mitsubishi

2006
- al Rally di Tunisia con Stéphane Peterhansel su Mitsubishi

2009
- al Rally del Marocco con Stéphane Peterhansel su BMW X3

2010
- al Baja España-Aragón con Stéphane Peterhansel su BMW X3
- al Rally del Marocco con Stéphane Peterhansel su BMW X3